# Tomasz Sakiewicz
Tomasz Józef Sakiewicz (ur. 31 grudnia 1967 w Warszawie) – polski działacz polityczny, dziennikarz i publicysta, redaktor naczelny „Gazety Polskiej” (od 2005) i „Gazety Polskiej Codziennie” (od 2011), a także prezes zarządu spółki Telewizja Republika S.A (od 2021) i redaktor naczelny Telewizji Republika (od 2021).

## Życiorys

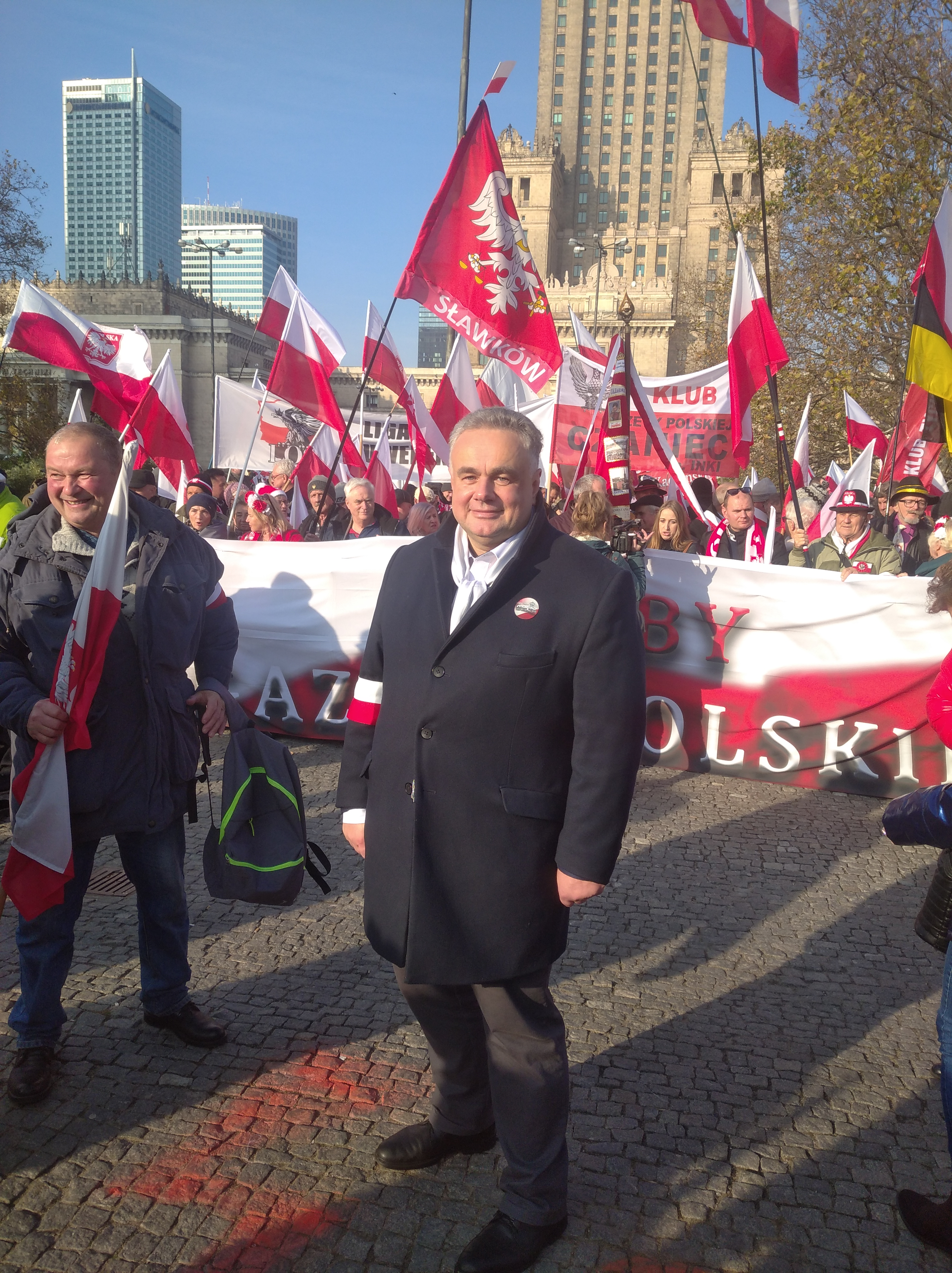
Tomasz Sakiewicz i Kluby Gazety Polskiej zbierający się w centrum Warszawy na Marsz Niepodległości, 11 listopada 2021

Studiował psychologię, ze specjalizacją z psychologii dziecięcej, jednak nie obronił dyplomu (uzyskał jedynie absolutorium).
W latach 80. był działaczem ruchu Oazowego i Muminkowego, który opiekował się dziećmi z upośledzeniem umysłowym. Działał w konspiracyjnych strukturach w liceach na Żoliborzu, w Ruchu Katolickiej Młodzieży Niepodległościowej oraz w Niezależnym Zrzeszeniu Studentów. Współpracował z ukazującymi się w drugim obiegu „Słowem Niepodległym” i „Wiadomościami Codziennymi”. W 1989 był współzałożycielem Zjednoczenia Chrześcijańsko-Narodowego, z życia politycznego wycofał się w 1991.
Od 1991 do 1992 był dziennikarzem dziennika „Nowy Świat”, w 1992 był pomysłodawcą nowego tygodnika, wydawanej od 1993 „Gazety Polskiej”, redagowanej przez Piotra Wierzbickiego. Był członkiem redakcji tego czasopisma, a w 2005 został redaktorem naczelnym tygodnika, wydawanego przez Niezależne Wydawnictwo Polskie. W 2011 został też redaktorem naczelnym dziennika „Gazeta Polska Codziennie”, wydawanego przez Forum SA. Został prezesem zarządu Niezależnego Wydawnictwa Polskiego sp. z o.o. (ponownie wybrany w 2019). Członek zarządu Słowo Niezależne Sp. z o.o. (wydawcy miesięcznika „Niezależna Gazeta Polska”, obecnie „Niezależna Gazeta Polska – Nowe Państwo” i portalu internetowego Niezalezna.pl), były wiceprezes zarządu Telewizja Republika S.A. (dawniej: Telewizja Niezależna S.A.), która zarządza stacją Telewizja Republika.
W latach 2006–2009 pracował w Programie I Polskiego Radia (do 2007 prowadził wywiady w Sygnałach dnia, a następnie czwartkowy program popołudniowy). W latach 2007–2010 prowadził w TVP1 program publicystyczny Pod prasą.
W styczniu 2013 został wiceprezesem zarządu (ds. marketingu i rynku abonenckiego) Telewizja Niezależna S.A., zarządzającej stacją Telewizja Republika. W lipcu 2013 został wiceprezesem zarządu Telewizja Republika S.A., zarządzającej stacją Telewizja Republika. W maju 2021 został prezesem tego zarządu. Miesiąc wcześniej objął stanowisko redaktora naczelnego Telewizji Republika, po Dorocie Kani, która została redaktorem naczelnym polskiej grupy wydawniczej Polska Press.
Od 2013 na antenie Telewizji Republika nieprzerwanie prowadzi autorską audycję Polityczna kawa. Prowadził także wspólnie z Ewą Stankiewicz program Studio republika. Jest autorem Bajek dla Marysi i Alicji (2011) oraz Bajek dla Kostka i Mateusza (2019), a także współautorem książki Układ (2003, wraz z Elizą Michalik) oraz Flaki z nietoperza. Wydał książki pt. Partyzant Wolnego Słowa (2013), Testament I Rzeczypospolitej. Kulisy śmierci Lecha Kaczyńskiego (2014), Zasypani (2015).

## Sprawy sądowe
W kwietniu 2017, wskutek orzeczenia Sądu Najwyższego, przeprosił Milana Suboticia, byłego sekretarza programowego TVN, za napisanie o nim w „Gazecie Polskiej” w 2006, iż ten współpracował z WSI po roku 1993. Za wypowiedź pod adresem Krzysztofa Hejkego, wypowiedzianą w wywiadzie opublikowanym 6 czerwca 2009 na łamach tygodnika „Polityka”, został skazany za naruszenie dóbr osobistych, wskutek czego w lutym 2015 dokonał przeprosin tegoż. Wyrokiem Sądu Okręgowego z 24 kwietnia 2019 nakazano przeprosić Bartosza Kramka na łamach „Gazety Polskiej” wraz z podpisem Tomasza Sakiewicza. W 2020 marszałek Senatu RP Tomasz Grodzki złożył w sądzie prywatny akt oskarżenia o zniesławienie przeciwko Tomaszowi Sakiewiczowi.

## Poglądy

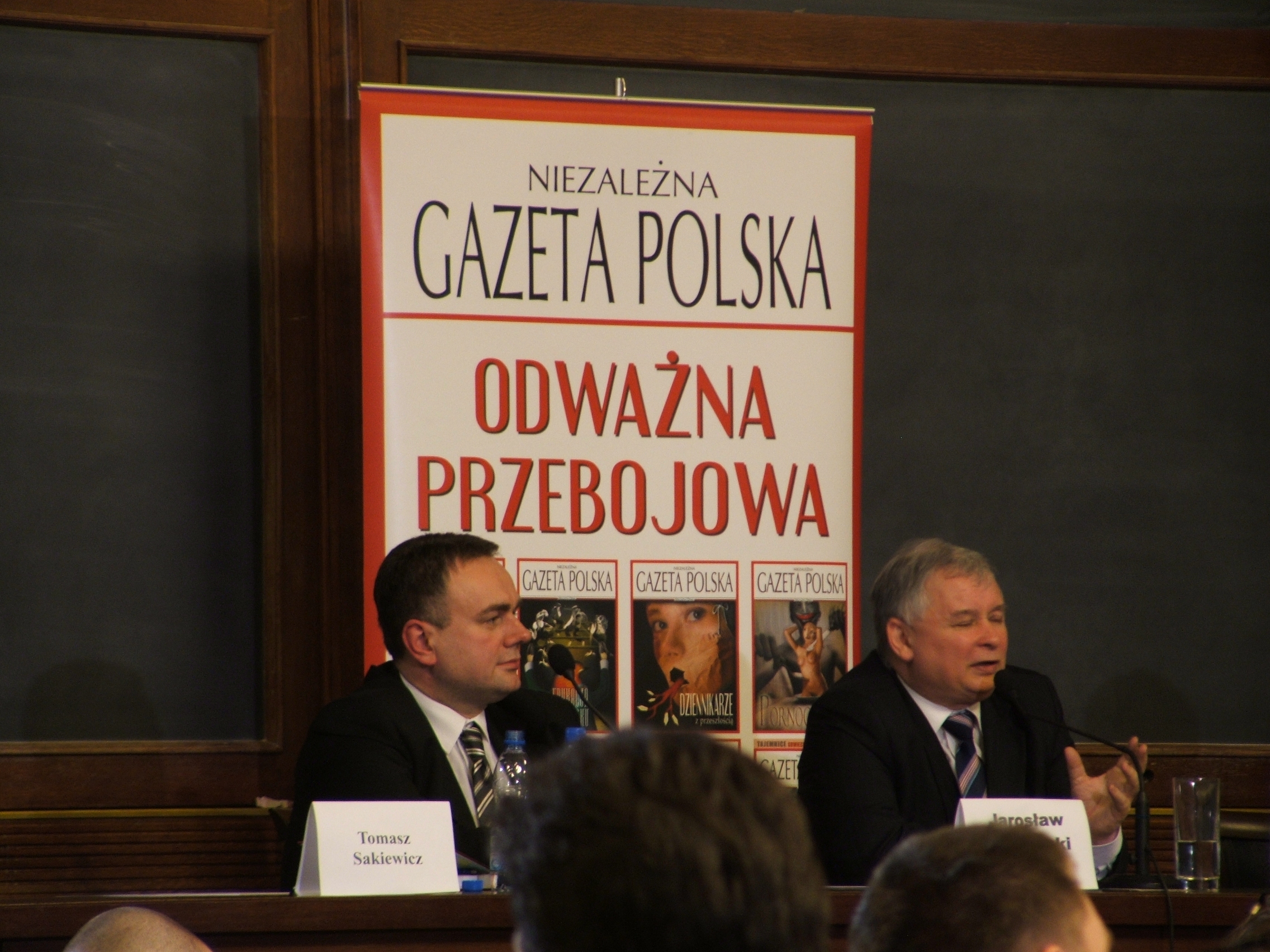
Tomasz Sakiewicz i Jarosław Kaczyński podczas spotkania ze studentami Uniwersytetu Warszawskiego organizowanego przez tygodnik „Gazeta Polska”, 19 marca 2008

Zadeklarował się jako przeciwnik aborcji. Zwolennik uprawiania dziennikarstwa wraz z wyrażaniem swoich poglądów. W odniesieniu do katastrofy Tu-154 w Smoleńsku odrzucił wyjaśnienie mówiące o wypadku, skłaniając się ku zamachowi jako przyczynie. W 2021 stwierdził, że ofiary tego zdarzenia zostały zamordowane.
Założyciel Klubów „Gazety Polskiej”, aktywnie zaangażowanych przed wyborami prezydenckimi w 2015 na rzecz kampanii kandydata partii Prawo i Sprawiedliwość, Andrzeja Dudy. Po zwycięstwie PiS w wyborach parlamentarnych w 2015 przyznał, że doszło do tego przy wsparciu m.in. Klubów GP. 8 lutego 2020 wraz z członkami Klubów GP uczestniczył w manifestacji poparcie dla tzw. reformy wymiaru sprawiedliwości, podjętej przez rząd PiS. W grudniu 2017 zadeklarował, iż jeżeli prezydent doprowadzi do dymisji Antoniego Macierewicza, nie zagłosuje na Andrzeja Dudę w żadnych wyborach, nawet gdyby jego miejsce miał zająć Tusk (Macierewicz został odwołany miesiąc później). Przed wyborami parlamentarnymi w 2019 zaapelował do kandydatów startujących z ramienia Kukiz’15 i Konfederacji o ich wycofanie się z kandydowania, a żeby tym samym mogła powstać większość parlamentarna i rząd PiS.
Tomasz Sakiewicz w latach 80. działacz Ruchu Katolickiej Młodzieży Niepodległościowej (RKMN), współtwórca i redaktor konspiracyjnego pisma Słowo Niepodległe (1987–1989), w którym publikował pod pseudonimami „Trojan”, „Polonus”, „PT”, „TP”. Pismo, kolportowane wśród młodzieży, zajmowało się tematyką historyczną, patriotyczną i antykomunistyczną, odgrywając rolę w formowaniu opozycyjnej tożsamości młodego pokolenia.

## Życie prywatne
Syn Ryszarda Sakiewicza (ur. 1932), członka Towarzystwa Przyjaźni Polsko-Radzieckiej oraz Związku Młodzieży Socjalistycznej, działacza „Solidarności” i Akcji Katolickiej. Dziadkiem Tomasza Sakiewicza był Ludwik Sakiewicz, żołnierz Legionów Polskich, obrońca Lwowa, oficer Wojska Polskiego, zginął w niemieckim obozie koncentracyjnym Auschwitz za działalność w ZWZ. Jego krewnym był Walerian Raba. Ma brata Michała.
Tomasz Sakiewicz jest ojcem czworga dzieci. Z pierwszego małżeństwa ma dwie córki, Marię i Alicję. Z obecną drugą żoną, Dagny z domu Gitis, która jest lekarzem ginekologiem, ma dwóch adoptowanych synów – bliźniaków Konstantego i Mateusza (rodzicami chrzestnymi Konstantego zostali Katarzyna Gójska i Antoni Macierewicz).

## Odznaczenia
W 2014 został odznaczony medalem Rady Bezpieczeństwa Narodowego i Obrony Ukrainy, ciała doradczo-społecznego przy Prezydencie Ukrainy.
23 marca 2021 został odznaczony przez prezydenta Węgier Jánosa Ádera Krzyżem Kawalerskim Orderu Węgierskiego Zasługi.
29 września 2021 w Rzymie otrzymał nagrodę „Fontane di Roma”.
11 listopada 2021 został odznaczony przez marszałka województwa śląskiego Jakuba Chełstowskiego „Gwiazdą Górnośląską” za zaangażowanie się w upamiętnienie stulecia Powstań Śląskich.
14 kwietnia 2023 został odznaczony Złotym Medalem Stowarzyszenia Ukraińskich Prawników. „Za rozwój wolności słowa”.